# Сражение при Эстансия-де-лас-Вакас

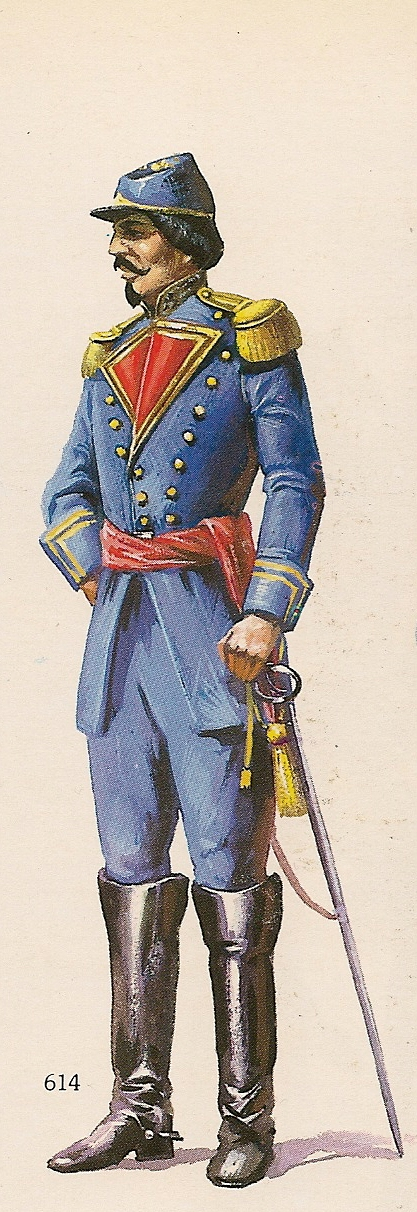
Офицер армий консерваторов и либералов эпохи войны

Сражение при Эстансия-де-лас-Вакас (исп. Batalla de Estancia de las Vacas) — одно из сражений гражданской войны в Мексике, так называемой Войны за реформу. 13 ноября 1859 года возле посёлка Эстансия-де-лас-Вакас, расположенного возле Керетаро, армия консерваторов под командованием генерала Мигеля Мирамона одержала победу над армией либералов генерала Сантоса Дегольядо. 
В конце 1859 года либералы под командованием генерала Сантоса Дегольядо с армией в 6000 человек и артиллерией, состоявшей из 29 орудий, двинулась через Бахио, через территорию, контролируемую консерваторами. Командующий армией консерваторов генерал Мирамон принял меры: он приказал генералу Франсиско Велесу отступить из Гуанахуато в Керетаро, где последний объединил свои силы с войсками генерала Томаса Мехиа, и у них стало насчитываться три тысячи солдат и 19 пушек. Чтобы усилить этот контингент, Мирамон приказал генералу Уоллу покинуть Сакатекас и форсированным маршем также двинуться к Керетаро, а генералу Маркесу прислать бригаду в Бахио.
К 13 ноября обе армии сосредоточились у Эстансия-де-лас-Вакас. Консерваторы уступали в численности войск и артиллерии: 4000 против 6000. Первым атаковал Дегольядо и отбросил левое и правое крыло армии консерваторов. Ее центр устоял благодаря поддержке артиллерии Ороноса. Упорное сопротивление центра стоило либералам больших потерь. В конце концов, дисциплина армии консерваторов возобладала, и, будучи почти побежденной, она одержала победу за полдня. Либералы отступили, потеряв 270 убитыми и такое же количество ранеными. Они также потеряли обоз и вооружение. Либеральный генерал Добладо, стоявший с более чем 2000 человек в резерве, бежал в начале сражения, не сделав ни единого выстрела.
После победы Мирамон двинулся в Гвадалахару и занял её 19 ноября. 